# Ima Shalom
Ima Shalom (אימא שלום „Mutter des Friedens“) ist eine von wenigen jüdischen Frauen, die in der rabbinischen Literatur erwähnt werden. Sie war die Ehefrau von Rabbi Elieser ben Hyrkanos. Beide lebten in der Zeit zwischen dem Jüdischen Krieg und dem Bar-Kochba-Aufstand (1./frühes 2. Jahrhundert n. Chr.) in Palästina.
Tal Ilan weist darauf hin, dass die Traditionen über Ima Shalom im Gegensatz zu denen über die bekanntere Berurja nicht wissenschaftlich untersucht wurden. Populäre Anthologien über jüdische Frauen referierten diese Traditionen unkritisch, als handle es sich um historische Tatsachen. So wurde Ima Shalom mit Rabban Gamliels Tochter identifiziert und die Erwähnungen dieser Tochter als Ima-Shalom-Texte verstanden. Ima Shalom kann aber allenfalls Gamliels Schwester gewesen sein.
Es bleiben folgende Traditionen über Ima Shalom.
- Die einzige tannaitische und aus Palästina stammende Tradition, die Ima Shalom erwähnt, findet sich in einem Kommentar zum Buch Levitikus. Rabbi Elieser sagt zu seiner Frau, er vermute, dass einer seiner Schüler noch in dieser Woche sterben werde. Dieses geschieht.[2] Ima Shalom ist in dieser Szene völlig passiv. Allenfalls kann man aus dieser Tradition auf eine recht enge Beziehung zwischen ihr und Elieser schließen.
- Ebenfalls aus der Zeit der Tannaiten stammt eine Tradition, der zufolge Rabbi Elieser seine Frau darin unterweist, wie sie bei Mädchen die Merkmale der Pubertät feststellen könne.[3] Denn eine solche Untersuchung wurde nur von Frauen durchgeführt.
- Im Babylonischen Talmud wird erzählt, dass die Gelehrten Ima Shalom befragten, warum sie so gut aussehende Söhne habe. Ima Shalom beschreibt daraufhin, in welcher Weise sie und ihr Mann Geschlechtsverkehr haben.[4] Da Rabbi Elieser an anderer Stelle eine damit übereinstimmende Beschreibung ihres Ehelebens gibt, ist zu vermuten, dass eine dieser beiden Geschichten nach dem Modell der anderen geschaffen wurde.
- In der Geschichte, wie Rabbi Elieser von Rabban Gamliel in den Bann getan wurde, heißt es, seine Ehefrau Ima Shalom sei die Schwester des Rabban Gamliel gewesen. Sie verfügte demnach als Mitglied von Gamliels Familie über besondere seherische Fähigkeiten und wusste, dass ihr Bruder sterben werde, wenn Elieser auf sein Gesicht fiel (eine typische Gebetshaltung). Trotzdem konnte sie mit ihren Vorsichtsmaßnahmen nicht verhindern, dass dies geschah. Ima Shalom wusste, dass ihr Bruder vom Himmel bestraft und sterben werde, wenn ihr Ehemann seinen Kummer wegen des Bannes im Gebet vortrug. Sie hinderte ihn daraufhin am Gebet, positionierte sich also klar auf Seiten ihres Bruders gegen ihren Mann.[5][6]
- Eine weitere Geschichte zeigt, wie Ima Shalom gemeinsam mit ihrem Bruder Gamliel die Integrität eines christlichen Philosophen und Richters in ihrer Nachbarschaft widerlegt. Es geht um das Erbrecht von Töchtern. Dieser Stoff hat nach Tal Ilan ein längeres Wachstum durchlaufen und erhielt erst in einem späten Stadium eine polemische Spitze gegen das Christentum. Im letzten Stadium werden dann Schwester und Bruder, die bei dem Richter erscheinen, mit Ima Shalom und Gamliel identifiziert, womit klar ist, dass es nicht um einen Konflikt zwischen Geschwistern geht, sondern um einen abgesprochenen Streich, mit dem der Richter entlarvt werden soll.[7]